# Rizalit

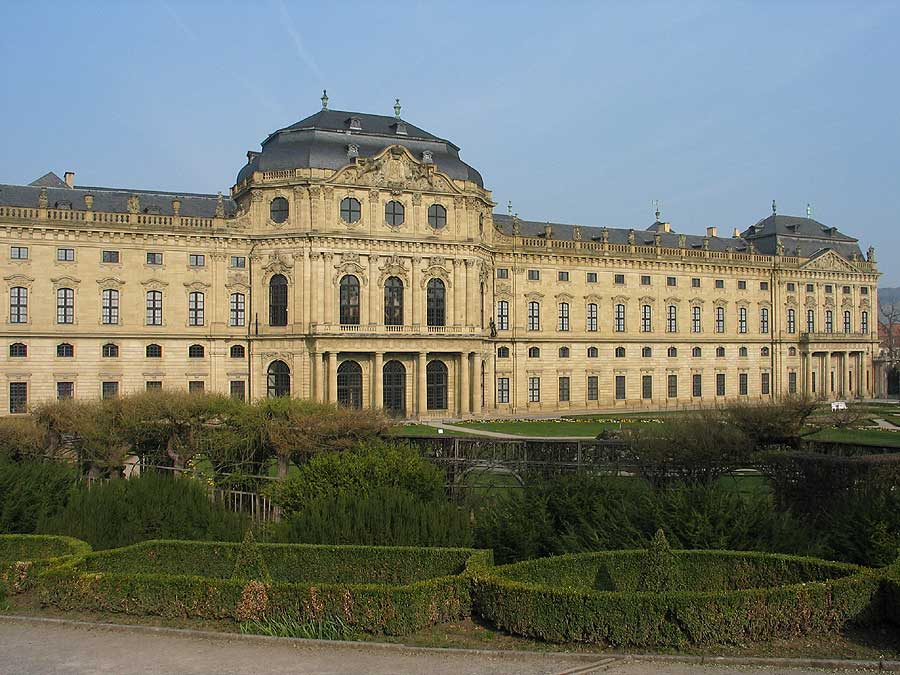
A würzburgi püspöki palota homlokzata közép- és sarokrizalittal

A rizalit az épület homlokzatsíkjából (az építési síkból) előugró rész, amely rendszerint az épület teljes magasságáig végigfut. Azért alkalmazták, hogy a hosszú homloksort függőlegesen tagolják, ezzel élénkítve az épület optikai hatását.

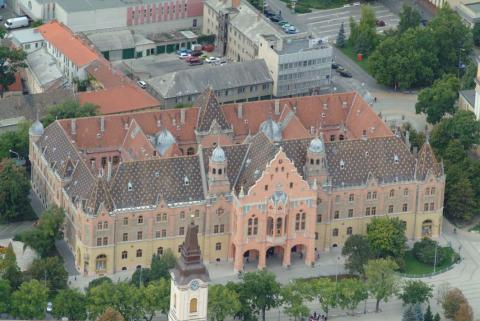
A kecskeméti városháza középrizalittal

## Nevének eredete
Magyar alakja a német der Risalit átvétele, amely a kiugrást, átvitt értelemben a kiemelkedést, kidomborodást, feltűnést jelentő olasz risalto-ból ered, amelynek latin előképe az „ugrik” jelentésű és nyomatékosító re- előtaggal ellátott salire, saltum szó. Ez utóbbiból származik szaltó szavunk is.

## Jellemzői
Mélysége általában nem nagy (8–30 cm), nehogy nagy árnyékot vessen, és ezzel megzavarja az összhangot. Gyakran tagolt és többé-kevésbé gazdagon díszített. A reneszánsz és a barokk építészet egyik legfontosabb eleme volt, azóta alkalmazták a modern építészet kezdetéig.

## Fajtái elhelyezkedése szerint
Az épület középső tengelyéhez viszonyított helyzete szerint lehet
- középrizalit
- oldalrizalit
- sarokrizalit.